# ザッセンベルク
ザッセンベルク (ドイツ語: Sassenberg, ['zasn̩bɛrk], 低地ドイツ語: Sassenbiärg) は、ドイツ連邦共和国ノルトライン＝ヴェストファーレン州ミュンスター行政管区のヴァーレンドルフ郡北東端の市である。

## 地理
ザッセンベルク市は、郡庁所在地ヴァーレンドルフの北東 6 km のヘッセル川沿いに位置する。本市内で、連邦道B475号線、B476号線、B513号線が交差する。現在の市域は1969年の自治体新設以降のものである。本市は、旧ザッセンベルク市、旧フュヒトルフ町、ダックマールおよびグレプリンゲンの大部分からなる。

## 歴史
古い名目上の都市ザッセンベルクは17世紀後半にミュンスター司教領主の宮廷都市であった。この街は1803年からプロイセン王国の一部となった。
工業化の始まりの時代には、紡績業者と染色業者が創業したことで1858年に新たな経済的興隆が起こった。
現代に入り、新たな企業が進出したことで、さらなる経済発展がもたらされた。インフラの改善によって本市は新たな企業が進出するターゲット地にもなっている。
1969年7月1日にダックマール、フュヒトルフ、グレプリンゲンが合併した。

## 行政

### 議会
本市の市議会は、26議席で構成されている。

### 姉妹都市
- レックニッツ（ドイツ語版、英語版）およびプレーヴェン（ドイツ語版、英語版）（ドイツ、メクレンブルク＝フォアポンメルン州）1991年[6]

アムト・レックニッツに属したこれらの自治体との友好都市協定は1991年10月5日に締結された。クラブ、施設、協会のほかに民間の関係においても多彩な活動によって、都市友好の拡充と深化がなされている。

### 紋章
かつての市の紋章は1939年1月16日に認可された。新生ザッセンベルク市は1969年12月16日にこの古い紋章を継続して使用する許可を得た。
本市の紋章は赤地で、紋章基部に金色で描かれた三峰の山上に直立する金の短剣。この紋章は、短剣 (Sachsen) と三峰の山 (Berg) による地口（Sachsenberg → Sassenberg) で市名を表している。

## 住民

### 宗教
ザッセンベルクとフュヒトルフに、2つのカトリック教会（ザッセンベルクの福音史家聖ヨハネ教会とフュヒトルフの聖マリア被昇天教会）、1つの福音主義教会（恩寵教会）、バプテスト教会がある。

## 経済と社会資本

### 経済
ザッセンベルクとフュヒトルフに存在する主な企業は以下の通り:
- ヴェストファーレン食肉加工工場シュトックマイヤー GmbH & Co. KG、ヘリスト AGの子会社である。
- ブラウシュリンネマン GmbH、家具の表面仕上げ、ズルテコ SE の子会社
- テクノトランス AG、印刷機械工場、文書管理用ソフトウェア[8]
- LMC カラヴァン GmbH & Co. KG[9] および T.E.C.、キャンピングカーおよびその家具類、ともにハイマー AG の子会社である。
- サニケアー、通販薬局
- シェッファー金属加工技術 GmbH、アルミニウムおよび鉄鋼のガラスファサード

### 農業
フュヒトルフではアスパラガス栽培が盛んである。フュヒトルフ・アスパラガス農家利益共同体には、15軒の農家が参加している。

### 社会機関
ザッセンベルクにはザッセンベルク聖ヨーゼフ老人ホームがある。この施設は産婆術コンセプトに基づき運営されるドイツ初の養護施設とされている。

### 交通
ザッセンベルクは、連邦道 B475号線、B476号線、B513号線が交差する地点である。B475号線は市の中心部とフュヒトルフ付近ではバイパス道路として拡充されている。この路線は郡庁所在地ヴァーレンドルフとオスナブリュック地域を高速で結んでいる。
B476号線を「フェルトマルク近郊保養地」の通過交通量を減らすためにバイパス道路としてその北側を通す計画は拒否された。
ザッセンベルクの公共旅客交通は、郡庁所在地ヴァーレンドルフへのバス（ヴェストファーレンバス GmbH）に限定されており、郡境を越えるのはグランドルフ、フェルスモルト、ハルゼヴィンケルへの通学バスだけである。上級中心都市のビーレフェルトやオスナブリュックへは、通常は遠回りして行く必要がある。オスナブリュックへはヴァーレンドルフおよびミュンスターを、ビーレフェルトへはヴァーレンドルフを経由する必要がある。

## 文化と見所

### 見所

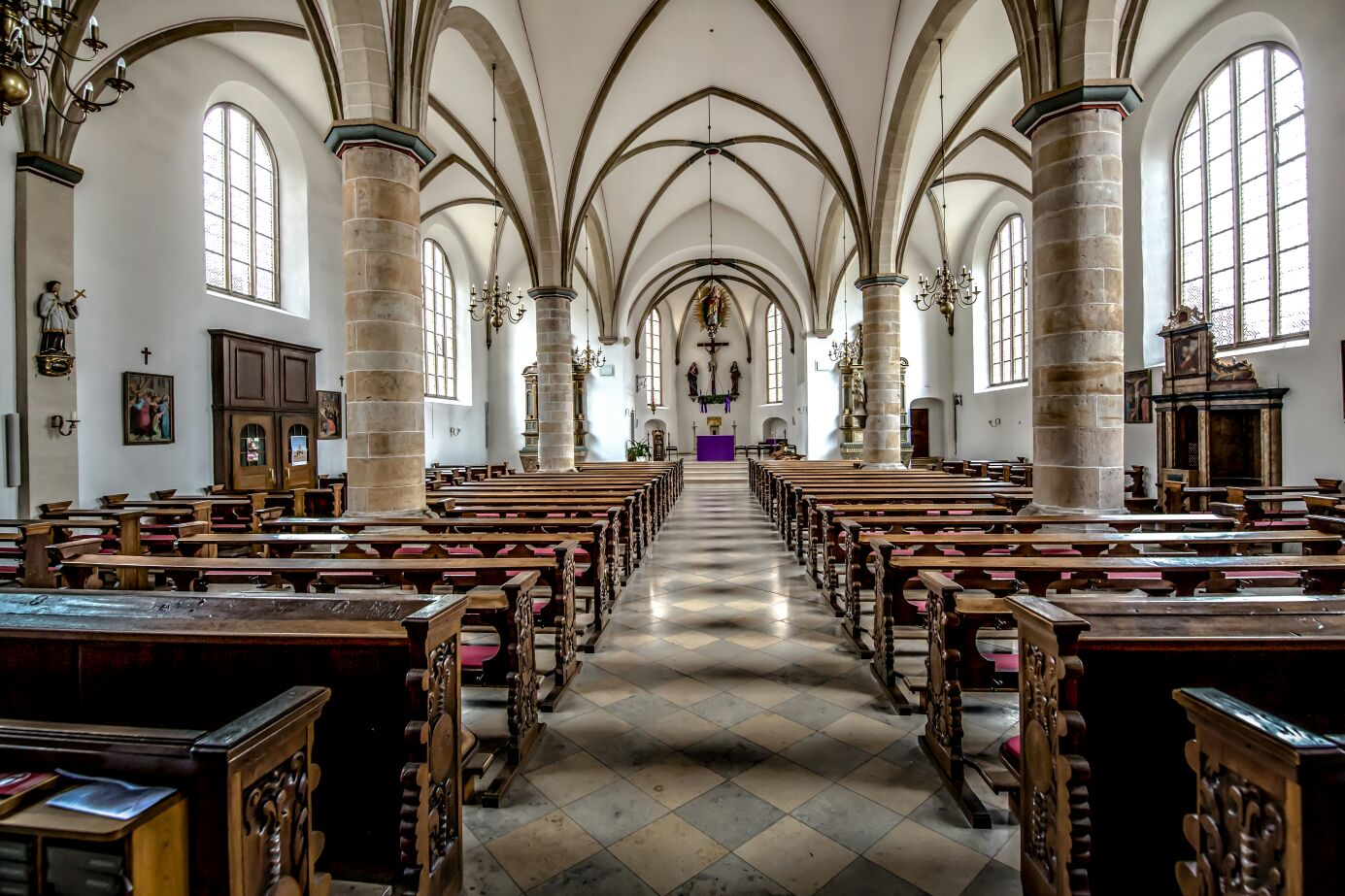
聖ヨハネス教区教会の内部

- 福音史家聖ヨハネス教区教会。この教会は1678年から司教領主クリストフ・ベルンハルト・フォン・ガーレンの下で建造された。この教会は漆喰塗りレンガ造りゴシック様式の素朴なハレンキルヒェであった。かつては屋根の上に小塔を持つだけであったが、1913年から1914年に新しい塔と2棟の付属建造物が建てられた。17世紀後半に創られた2つの脇祭壇はバロック様式である。2008年6月22日に新しいオルガンが完成した（バウツェンのヘルマン・オイレ・オルガン製作社）。
- シュッキング邸[10]。フォン＝ガーレン通り4番地。この寄棟造り平屋建ての小さなレンガ造りの建物は、1754年に司教尚書エンゲルバルト・シュッキングのために建てられた。設計はヴェストファーレンの重要なバロック建築家ヨハン・コンラート・シュラウンが行った。この館は1882年に改築された。
- 領主の水車。元々は1578年に建設された切石作り平屋建ての建物であったが、1865年と1948年に2つのフロアが増築された。
- 旧ザッセンベルク城は1305年に初めて文献に記録されている。18世紀末にはすでに主城は解体された。1698年以降に司教フリードリヒ・クリスティアン・フォン・プラッテンベルクによって新たに建設された出城は19世紀に紡績会社（現在のゲプラーザ社）の建物に取り込まれてしまったが、わずかな痕跡を今も遺している。
- ラッペンブリンク4番地。教会近くのこの立派な木組み建築は17世紀末頃に建設された。
- 旧税関。シューレン通り6番地。破風を道路に向けた切妻屋根の木組み建築で、1734年に民家として建設された。19世紀にディーレンハウスからフルールハウスに改造され、さらに後に増築された。内部には「ケルン屋根」とも呼ばれる化粧漆喰の天井が遺されている。この建物は「ザッセンベルク都市プロジェクト」協会によって修復され、将来的には展示館として利用されることになっている。
- フュヒトルフ地区のハルコッテン二重城館

### レジャー

#### フェルトマルク保養地区
フェルトマルク保養地区は、ザッセンベルク/フェルスモルト地域の保養重点地区の一部である。この保養地区はザッセンベルクの北東に位置し、合計 114 ha の広さがある。保養地区の中心にフェルトマルク湖がある。その水面面積は約 13 ha で、鳥類保護指定がなされた島がある。夏季には湖の一部が水浴地として仕切られる。この区画内で水泳ができ、ゴムボートやそのほかの水遊びが可能である。天気の良い日には、水泳監視員や、ドイツ人命救助協会ザッセンベルク支部のライフセイバーが監視を行っている。これ以外の区画は VFL ザッセンベルクのウォータースポーツ部門が利用している。ここではペダルボートが貸し出されている。湖の周囲では、8月の第1週末にザッセンベルクのフェルトマルク＝トライアスロンが開催される。

### 年中行事
- 2月: 男性 / 女性 / 青年 / 児童謝肉祭
- 3月: コバンユリマーケット
- 4月末: アスパラガスシーズンの開始、トラクタープリング（ドイツ語版、英語版）のドイツ選手権第1戦（フュヒトルフ地区）
- 5月末: フュヒトルフ射撃祭、聖霊降臨節の音楽ショー
- 7月: ザッセンベルク射撃祭、ビーチハンドボール大会[11]（ブローク地区）
- 8月: フェルトマルク＝トライアスロン、サマーフェスティバル
- 10月末: オクトーバーフェスト
- 11月初め: 万聖節マーケット（子供のみの市を含む）
- 12月5日: 聖ニコラウスがヘッセル川経由で基礎課程学校に来る
- 12月: 冬の射撃祭

### コバンユリ
旧動物園のザッセンベルク自然保護地区では、ドイツでは大変珍しく、保護対象となっているコバンユリが咲く。ザッセンベルクではかつて非常に頻繁に見られ、1960年代には5万株以上が生育していたコバンユリは、現在では、その大部分がザッセンベルクを通って流れるヘッセル川周辺のコバンユリの野原に生育している。

## 人物

### 出身者
- ヨーゼフ・ウフュース（ドイツ語版、英語版）（1850年 - 1911年）彫刻家

### ゆかりの人物
- レヴィン・シュッキング（ドイツ語版、英語版）（1814年 - 1883年）小説家
- ルイジ・コラーニ（1928年 - ）デザイナー
- モニカ・テオドレスキュー（ドイツ語版、英語版）（1963年 - ）馬術馬場選手